# Oregoni Állami Egyetem Tudományos Főiskola

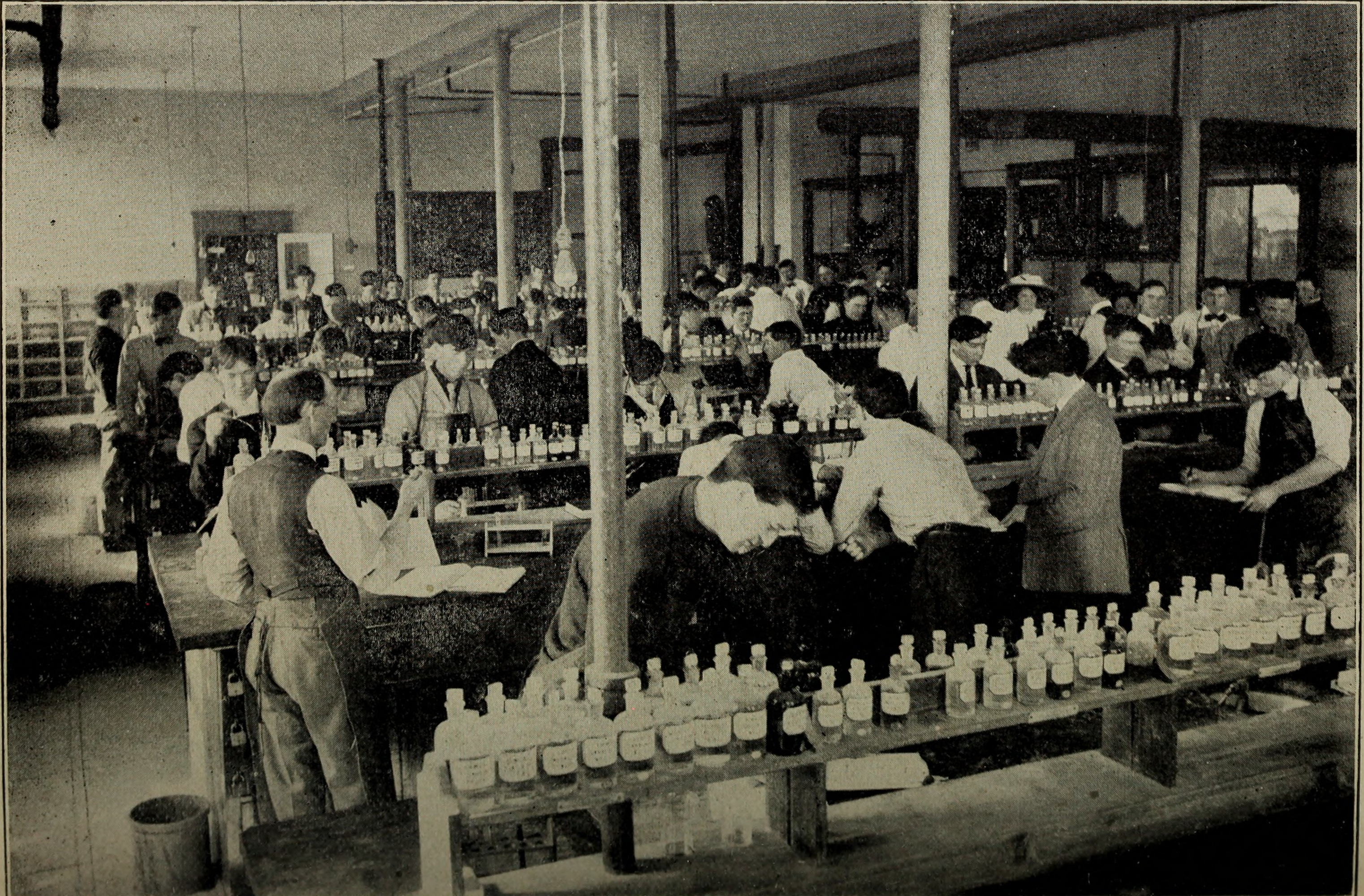
Vegyészeti laboratórium 1904-ben

Az Oregoni Állami Egyetem Tudományos Főiskolája (korábban Tudományos Intézete) az Amerikai Egyesült Államok Oregon államának Corvallis városában található. 3400 hallgatója és 184 oktatója van; 16 oktató az Amerikai Tudományfejlesztési Szövetség tagja.
Megalapítása óta több mint 55 millió dollár támogatást kapott. 2011 óta 18 szabadalmat jegyeztettek be.
A U.S. News & World Report biológiai képzését országosan a 88., számítástudományi képzését a 30. helyre sorolta.

## Története
Az Oregoni Állami Egyetem Tudományos Intézete 1932-ben jött létre az Oregoni Egyetemrendszer átszervezésének következtében; első dékánja Earl L. Packard őslénykutató lett. Általános mérnöki, földtani és és vegyészeti kurzusok már 1868-ban indultak. Az 1935-ben doktorált négy hallgató közül hárman a tudományos intézetben végeztek.
Az intézmény mai nevét 1974-ben vette fel.

### Forráselvonások
1990-ben az ingatlanadó csökkentése miatt több közoktatási intézmény finanszírozása csökkent,, emellett 1991–1992-ben megszűnt az általános mérnöki tanszék és a népszerű általános mérnöki képzés. Az OSU költségvetése egy év alatt 117-ről 102 millióra csökkent.
Az általános mérnöki képzés más szakok választható tantárgyain keresztül zajlik.

### Dékánok
- Earl L. Packard (1932–1938)
- Francois A. Gilfillan (1938–1962)
- Vernon Cheldelin (1962–1965)
- John Ward (1966–1970)
- Robert W. Krauss (1973–1980)
- Thomas Sugihara (1981–1986)
- Frederick M. Horne (1986–1999)
- Sherman H. Bloomer (1999–2013)
- Vincent T. Remcho (2013–2014)
- Sastry Pantula (2014–2017)
- Roy Haggerty (2017–2022)
- Vrushali Bokil (2022–2023, ideiglenesen)
- Eleanor Feingold (2023–)[15][16]

## Szervezeti felépítés
- Biokémiai és Biofizikai Tanszék
- Fizika Tanszék
- Integratív Biológiai Tanszék
- Matematika Tanszék
- Mikrobiológia Tanszék
- Statisztika Tanszék
- Vegyészeti Tanszék

## Orvosi képzés
Az intézmény képzéseiről át lehet jelentkezni az ország orvosi egyetemeire; az átjelentkezők 60–70 százalékát veszik fel (az országos átlag 33–40%). A főiskola számos egészségügyi szakképzést (például fizioterápia és fogászat) is indít.

## Nevezetes személyek

### Hallgatók
- Andrew E. Smith, az „oregoni kék” pigment felfedezője[19]
- Ann Kiessling, biofizikus[20]
- Ann Streissguth, orvoskutató[21]
- Bobby Henderson, a pasztafarianizmus megalkotója[22]
- Charity Dean, járványkutató, a Kaliforniai Közegészségügyi Intézet igazgatóhelyettese[23]
- Clinton Ballou, a szénhidrátok anyagcseréjének kutatója[24]
- Donald M. Kerr, biológus[25]
- Forrest Preston, a Life Care Centers of America alapítója[26]
- Frits Bolkestein, holland politikus, a Néppárt a Szabadságért és Demokráciáért vezetője[27]
- Knute Buehler, politikus[28]
- Leonard Shoen, a U-Haul alapítója[29]
- Marcia Gumpertz, statisztikus[30]
- Marta Torres, tengerkutató[31]
- Michael Gribskov, biológus[32]
- Michael Waterman, a DNS-szekvenciáknál használt Smith–Waterman-algoritmus kifejlesztője[33]
- Peggy Cherng, a Panda Express társalapítója[34]
- Philip Emeagwali, a nagy teljesítményű számítási műveletek kutatója[35]
- Stacy Allison, az első amerikai nő, aki megmászta a Csomolungmát[36]
- Warren M. Washington, légkörkutató[37]
- Wayne L. Hubbell, a vízben oldódó fehérjék kutatója[38]
- Willi Unsoeld, az első amerikai Csomolungma-expedíció tagja[39]

### Oktatók
- Corinne Manogue, alkalmazott fizikai kutató[40]
- George Poinar Jr., entomológus[41]
- Heidi Schellman, kvantum-színdinamikai kutató[42]
- Jane Lubchenco, az USA klímaügyi hivatalának igazgatóhelyettese[43]
- Mas Subramanian, a szervetlen vegyületek kutatója, az Amerikai Neutronszórási Társaság tagja[44]
- Tevian Dray, matematikus, az októniók kutatója[45]

## Fordítás
- Ez a szócikk részben vagy egészben  az   Oregon State University College of Science című angol Wikipédia-szócikk ezen változatának fordításán alapul.  Az eredeti cikk szerkesztőit annak laptörténete sorolja fel. Ez a jelzés csupán a megfogalmazás eredetét és a szerzői jogokat jelzi, nem szolgál a cikkben szereplő információk forrásmegjelöléseként.